# نقاشی کنشی

نقاشی دیواری روی زمینه قرمز هندی اثر جکسون پولاک.

نقاشی کنشی (به انگلیسی: Action Painting) که نقاشی اطواری هم نامیده شده یکی از سبک‌های نقاشی است که در آن تابلوی نقاشی طی یک فرایندِ صریح، غریزی و کاملاً پویا توسط یک نیروی خود انگیز بسیار قوی و به روش پاشیدن رنگ، ضربه قلم‌موهای سریع، چکه کردن رنگ یا جلوه‌های اتفاقی خلق می‌گردد.
این اصطلاح نخستین بار توسط یک منتقد هنری آمریکایی به نام هارولد روزنبرگ و به منظور تشریح آثار یکی از گروه‌های هیجان‌نمایی انتزاعی ایالت متحده آمریکا که این شیوه را از دهه ۱۹۵۰ مورد استفاده قرار می‌دادند، مطرح شد. کارل اپل، جکسون پولاک، ویلم دکونینگ و فرانز کلاین از معروف‌ترین نقاشان کنشی می‌باشند. میتوان آن را رمنتیسیسم مدرن نامید چرا که همانند رمانتیکها به بیان آلام و رنجهای بشری و فداکاری‌های شخصی متکی است.